# Darłowo (stad)
Darłowo (Duits: Rügenwalde) is een stad in Polen. De stad ligt in het district (powiat) Sławieński en in de woiwodschap West-Pommeren. Darłowo heeft een oppervlakte van 19,93 km2 en telt 14.484 inwoners (2005). De stad ligt bij voor de monding van de Wieprza in de Oostzee.
Voluit heet het stadje Królewskie Miasto Darłowo. Deze titel "Koninklijke Stad" heeft het te danken aan Erik van Pommeren die koning van Denemarken, Zweden en Noorwegen was. Hij werd in 1382 in Darłowo (toen Rügenwalde) geboren en stierf er in 1459.

## Geschiedenis
Dirlow was een burcht die in 1271 voor het eerst in een oorkonde wordt genoemd als Ruyenwolde. Pommerse hertogen kregen deze burcht in handen maar waren niet in staat om zonder steun van omringende hertogdommen hun macht blijvend te vestigen. In 1273 mengde de Markgraaf van Brandenburg zich in de strijd en na jarenlange machtswisselingen werd het Brandeburgs gezag in 1307 definitief. Brandenburg bevestigde zijn status tot die van vorstendom binnen het Duitse Rijk. Rügenwalde werd in 1312 als stad met Lübecker recht ingericht en ontwikkelde zich tot vissershaven. Hertog Bogislaw V richtte als Brandenburgs leenman een residentie binnen de stad in en stond toe dat ze lid werd van het Verbond van de Hanze.
In 1534 koos de reformator Johannes Bugenhagen het hertogelijk slot als zijn uitgangspunt voor de vestiging van een Pommerse 'Landeskirche' en verbreiding van het lutheranisme. De stad werd van tijd tot tijd door branden geteisterd, vooral ook tijdens de Dertigjarige Oorlog toen Zweedse en keizerlijke bezettingen elkaar aflosten.
Na de vrede van 1648 werd Pommeren na het uitsterven van het Pommerse hertogengeslacht aan Brandenburg toegevoegd. In de Zevenjarige Oorlog werd de stad in 1761 tijdelijk door de Russen bezet. Na het sluiting van de vrede richtte de Pruisische Frederik de Grote, koninklijk opvolger van de Brandenbugse hertogen, een haven en een werf voor zeeschepen in. 
Napoleons troepen vestigden zich in deze strategisch belangrijke havenstad van 1806 tot 1808.
Daarna werd de stad ook een zeebad, maar de bevolking vermeerderde zich amper door epidemieën die het aantal tot 1850 op 3.400 inwoners deden stagneren.
In 1878 kwam een aansluiting op het spoorwegnet en dat deed de vestiging van industrieën toenemen, waaronder de grootste rederij van Pommeren. De bevolking verdrievoudigde en vermeerderde zich tot ruim 9.000 in 1939.
Tijdens de Tweede Wereldoorlog kreeg Rügenwalde strategische functies maar werd niet gebombardeerd. Bij de nadering van het Sovjet-leger vluchtten 5.600 inwoners en bleven 3.500 achter waarvan velen het einde van de oorlog niet haalden en de overigen na internering werden uitgewezen (zie Verdrijving van Duitsers na de Tweede Wereldoorlog). Nieuwe Poolse inwoners uit het oosten van Polen namen hun plaatsen in. Tot 1945 maakte de stad deel uit van de provincie Pommeren in het Duitse Rijk. Ze is, anders dan andere Pommerse steden, betrekkelijk gaaf bewaard gebleven en laat zien hoe een Pommerse ‘Kleinstadt’ er voor de oorlog uitzag. De Duitse stadsnaam leeft nog vooral voort in de Rügenwalder Teewurst, die sinds 1945 in (West-)Duitsland wordt geproduceerd.

## Geboren
- Erik VII van Denemarken (1382-1459), koning van Denemarken, Zweden en Noorwegen
- Henriette Arndt (1892–1942), lerares van Joodse afkomst, vermoord in het vernietigingskamp Kulmhof
- Hans-Joachim Laabs (1921–2009), SED-politicus, minister voor Volksopvoeding in de DDR
- Renata Zaremba (* 1967), Pools politica, afgevaardigd in de Sejm